# Кравчук Назарій Ігорович
Назарій Ігорович Кравчук (8 березня 1999, місто Хмельницький — 24 лютого 2022, місто Бровари, Київська область) — український військовик, солдат Збройних сил України, учасник російсько-української війни.

## Життєпис
Народився 8 березня 1999 року в Хмельницькому. З 2006 по 2015 рік навчався в НВО № 28 міста Хмельницького. 
Любив футбол. Грав у системі футбольного клубу «Поділля», виступав за свою школу в міських спортивних змаганнях.
Військовий шлях Назарія почався 31 липня 2020 року, коли підписав контракт на військову службу. Служив у військовій частині, яка дислокована у місті Хмельницькому. У 2021 році знаходився у зоні бойових дій в містечку Старобільськ, Луганської області. Військовий вишкіл Назарій проходив у Полтавському навчальному центрі. Загинув у результаті ударів російських військ крилатими ракетами по військових частинах міста Бровари на Київщині.

## Вшанування та нагороди
- Нагороджений орденом «За мужність» III ступеня (7 березня 2022 року), нагрудним знаком «Ветеран війни»[1].
- Рішенням Хмельницької міської ради від 23.09.2022 року присвоєно звання «Почесний громадянин Хмельницької міської територіальної громади» (посмертно) за особисту мужність та героїзм під час захисту державного суверенітету та територіальної цілісності України[4][1].